# Fuendetodos
Fuendetodos je vesnice v autonomním společenství Aragonie ve Španělsku. Leží v provincii Zaragoza. Žije zde 145 obyvatel. Dne 30. března 1746 se zde narodil španělský barokní malíř a rytec Francisco José de Goya y Lucientes.

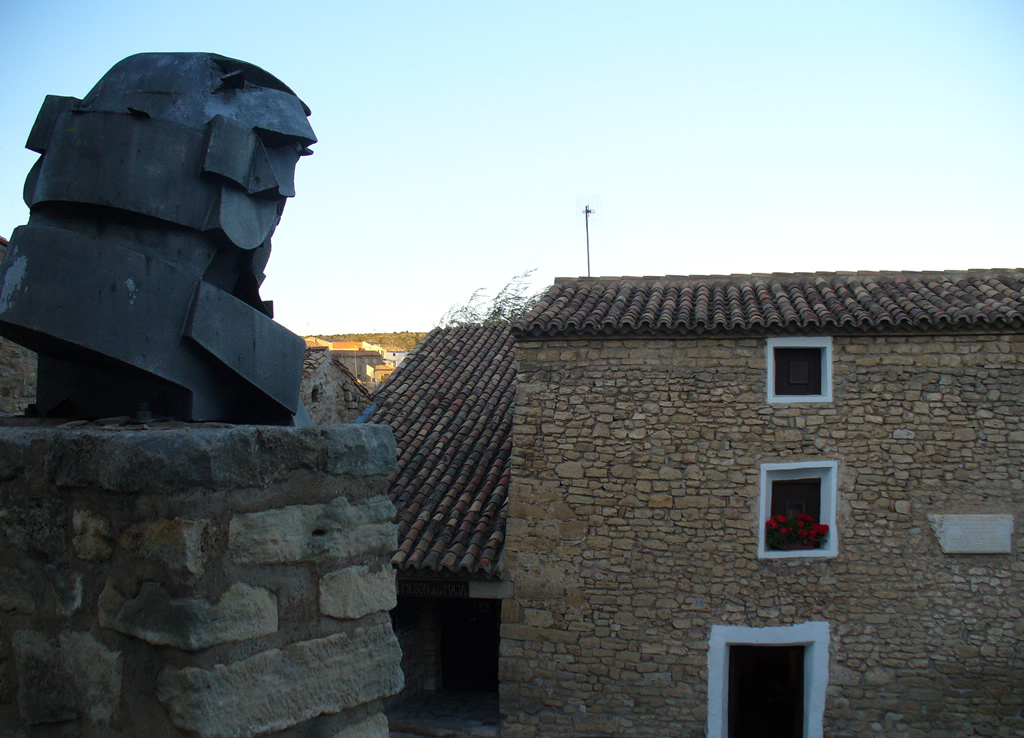
Socha Francisca Goyi před jeho rodným domem